# Ochotona muliensis
Ochotona muliensis és una espècie de pica de la família dels ocotònids endèmica de la Xina.
Viu als herbassars de clima temperat però es troba amenaçada d'extinció per la pèrdua del seu hàbitat natural.